# Сікассааре
Сі́кассааре (ест. Sikassaare küla) — село в Естонії, у волості Ляене-Сааре повіту Сааремаа.

## Населення
Чисельність населення на 31 грудня 2011 року становила 50 осіб.

## Географія
Село лежить у північному передмісті муніципалітету Курессааре, волосного адміністративного центру.
Край села проходять автошляхи: 10 ( Рісті — Віртсу — Куйвасту  — Курессааре) та 76.

## Історія
До 12 грудня 2014 року село входило до складу волості Каарма.